# Bleptina ochracealis
Bleptina ochracealis là một loài bướm đêm trong họ Noctuidae.